# Апостол (фильм, 2018)
«Апостол» (англ. Apostle) — фильм ужасов 2018 года режиссёра Гарета Эванса. Премьера состоялась на Fantastic Fest 21 сентября 2018 года.

## Сюжет
В 1905 году Томас Ричардсон приезжает на отдалённый остров, чтобы спасти свою сестру Дженнифер, похищенную религиозным культом с требованием выкупа. Проповедник культа Малкольм Хау утверждает, что может говорить от лица богини этого острова. Поскольку земля на этом острове не отличается плодородием, для улучшения урожая они используют кровь как животных, так и свою, но в последнее время эти средства не помогают.

## В ролях
- Дэн Стивенс — Томас Ричардсон
- Люси Бойнтон — Андреа Хау, дочь Малкольма
- Майкл Шин — Малкольм Хау
- Пол Хиггинс[англ.] — Фрэнк
- Кристин Фросет — Ффион, дочь Квин и возлюбленная Джереми
- Билл Милнер[англ.] — Джереми, сын Фрэнка и возлюбленный Ффион
- Марк Льюис Джонс — Квин
- Элен Риз[англ.] — Дженнифер Ричардсон, сестра Томаса
- Росс О’Хеннесси[англ.]
- Гарет Пирс[англ.]

## Производство
2 ноября 2016 года было объявлено, что Гарет Эванс работает над собственным новым проектом. 3 ноября стало известно, что Дэн Стивенс сыграет главную роль. В марте 2017 года фильм был куплен Netflix. Позже в том же месяце было объявлено, что к актерскому составу присоединились Майкл Шин, Люси Бойнтон, Билл Милнер и Кристин Фросет. Съемки начались в апреле 2017 года. Фильм в основном снимался на съемочной площадке, построенной в парке Маргам в Нит-Порт-Толбот.

## Критика
Фильм получил в основном положительные оценки кинокритиков. На сайте Rotten Tomatoes фильм имеет рейтинг 79 % на основе 71 рецензии критиков со средней оценкой 6,7 из 10. На сайте Metacritic фильм получил оценку 62 из 100 на основе 19 рецензий, что соответствует статусу «в основном положительные отзывы».
Джон Дефор из The Hollywood Reporter заявил, что «хотя кульминационные сражения жестоки, они никогда по-настоящему не волнуют», заключая, что «поклонникам серии фильмов „Рейд“ стоит поискать острых ощущений в другом месте». Питер Дебрюге из Variety назвал фильм данью уважения «Плетеному человеку». Рецензенты из Collider и The A.V. Club дали фильму положительные отзывы с оценками «B» и «B-» соответственно.